# 坎德爾默斯群島

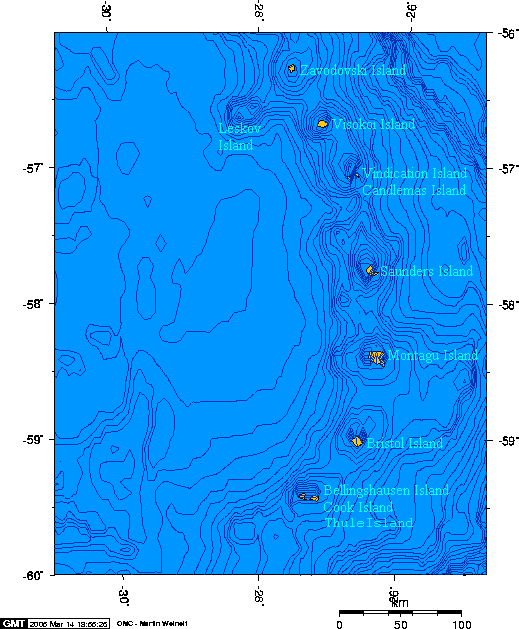

坎德爾默斯群島（英語：Candlemas Islands）是大西洋的群島，屬於南桑威奇群島的一部分，由坎德爾默斯島和溫德凱申島2座島嶼組成，行政方面由英國海外領土南喬治亞島與南桑威奇群島負責管轄，島上無人居住。

## 外部連結
- More volcanic information

57°5′S 26°44′W / 57.083°S 26.733°W